# Ruxandra Balaci
Ruxandra Balaci (n. 1965) este un critic și curator de artă român, laureată în 2012 a Ordinului al Artelor și Literelor al Franței.

## Biografie
Ruxandra Balaci este fiica lui Alexandru Balaci.

## Scurte repere profesionale
- Ruxandra Balaci este critic de artă și curator [1]
- Între anii 1992 și 2000, a fost membră a Consiliului de Administrație al Fundației Artexpo din București
- În anii 1995 - 1996 a fost director al departamentului de Arte Vizuale din Ministerul Culturii
- Între 1994 și 2001 a fost șeful (și fondatoarea) departamentului de artă contemporană al Muzeului Național de Artă din București [2]
- Între anii 2001 și 2003, a fost director științific al primului site românesc dedicat artelor vizuale, Romanian Art Arhivat în 14 iunie 2013, la Wayback Machine.;

## Activitate curatorială - selecție
- 1996 - Paul Neagu Desen, Gravură, Sulptură, Muzeul Național de Artă al României, București;[3]
- 1997 - Horia Bernea, Muzeul Național de Artă, București;[4]
- 1997 - „Bucharest nach ‘89 Ludwig Forum”, Germania, (împreună cu Wolfgang Becker și Anette Tagler);
- 1998 - Marian Zidaru/ Victoria Zidaru „Focul”, Muzeul Național de Artă, București, Sala pentru Artă contemporană[5];
- 1998 - Ion Grigorescu Documente 1967-1997, Muzeul Național de Artă, Departamentul de Artă Contemporană, București;[6]
- 2000 - Gheorghe Rasovszky BURICUL instalație multimedia / fotografii și asamblaje, Muzeul Național de Artă al României, București, Departamentul de Artă Contemporană;
- 2003 - Nicolae Comănescu NOFOCUS-DEMO, Trieste Contemporanea, Institutul Tomasseo, Trieste;[7]
- 2004 - “Romanian artists(and not only) love Ceausescu’s Palace?!”, Muzeul Național de Artă Contemporană, București[8]
- 2007 - Geta Brătescu și Ion Grigorescu „Resurse”, M.N.A.C.,București, (împreună cu Magda Radu)[9]
- 2010 - „GOLDEN FLAT & CO”, Muzeul Național de Artă Contemporană, București[10];
- 2011 - Nicolae Comănescu „Berceni”, Muzeul Național de Artă Contemporană, București;
- 2013 - Isou & Co. La Collection Lettriste Letaillieur, Muzeul Național de Artă Contemporană, București[11];

## Premii și Distincții
- 1998 - Premiul C.I.A.C. (Centrul Internațional pentru Arta Contemporană București, fostul Centru SOROS) – Curatorul anului
- 2005 - Cavaliere della Repubblica Italiana/ „Cavaler al Republicii Italiene”
- 2012 - Officier des Arts et des Lettres de la Republique Francaise/Ofițer al Ordinulului Artelor și Literelor al Franței